# Hysterocladia
Hysterocladia is een geslacht van vlinders van de familie Megalopygidae.

## Soorten
- H. conjuncta Hopp, 1927
- H. corallocera Felder, 1874
- H. elongata Hopp, 1927
- H. eriphua Dognin, 1914
- H. ferecostata Hopp, 1927
- H. latiunca Hopp, 1927
- H. lena (Schaus, 1912)
- H. mirabilis (Schaus, 1905)
- H. primigenia Hopp, 1927
- H. roseicollis Dognin, 1914
- H. servilis Hopp, 1927
- H. tolimensis Hopp, 1927
- H. unimana Hopp, 1943
- H. werneri Hopp, 1927